# 11451 Aarongolden
11451 Aarongolden (1979 QR1) là một tiểu hành tinh vành đai chính được phát hiện ngày 22 tháng 8 năm 1979 bởi C.-I. Lagerkvist ở Đài thiên văn Nam Âu.